# Mohamed Boudiaf
Mohamed Boudiaf, também chamado de Si Tayeb el Watani (M'Sila, 23 de junho de 1919 — Annaba, 29 de junho de 1992) foi um político argelino, fundador da Frente de Libertação Nacional (FLN) que liderou a Guerra da Independência da Argélia (1954-1962). De 14 de janeiro de 1992 a 29 de junho de 1992, tornou-se o sétimo presidente da Argélia.

## Biografia
Foi membro do Governo Provisório da República Argelina (GPRA), como Ministro de Estado de 1958 a 1961, e vice-presidente até 1962, quando juntou-se a oposição contra o governo autocrático do presidente Ben Bella e partiu para o exílio por quase 28 anos. Retornou a Argélia em 1992, durante uma crise política, como chefe de Estado - presidente do Alto Conselho de Estado, órgão responsável pela gestão provisória do Estado de 14 de janeiro de 1992 até 29 de junho de 1992 - quando ocorre seu assassinato, em uma conferência de executivos em Annaba.